# Ли (Илиноис)
Ли (енгл. Lee) град је у америчкој савезној држави Илиноис.

## Демографија
По попису из 2010. године број становника је 337, што је 24 (7,7%) становника више него 2000. године.
| Група             | 2000.       | 2010.       |
| Белци             | 299 (95,5%) | 315 (93,5%) |
| Афроамериканци    | 0 (0,0%)    | 1 (0,3%)    |
| Азијати           | 2 (0,6%)    | 3 (0,9%)    |
| Хиспаноамериканци | 9 (2,9%)    | 14 (4,2%)   |
| Укупно            | 313         | 337         |